# Digamma
De digamma (hoofdletter: Ϝ, kleine letter: ϝ), of wau, Oudgrieks δίγαμμα/dígamma, is de huidige naam van een archaïsche Griekse letter die diende om het foneem /w/ en ─ verstrengeld met de stigma ─ het nummer 6 in het Griekse getalstelsel weer te geven. Afhankelijk van zijn rol, verschilt hij zeer in zijn voortbestaan en geschiedenis.

## Digamma als letter
Opmerking: de fonetische transcripties volgen het Internationaal Fonetisch Alfabet. De Griekse letters die afzonderlijk zijn gebruikt als letters zijn niet schuin gedrukt, in tegenstelling tot de Latijnse letters.

### Fenicische oorsprong

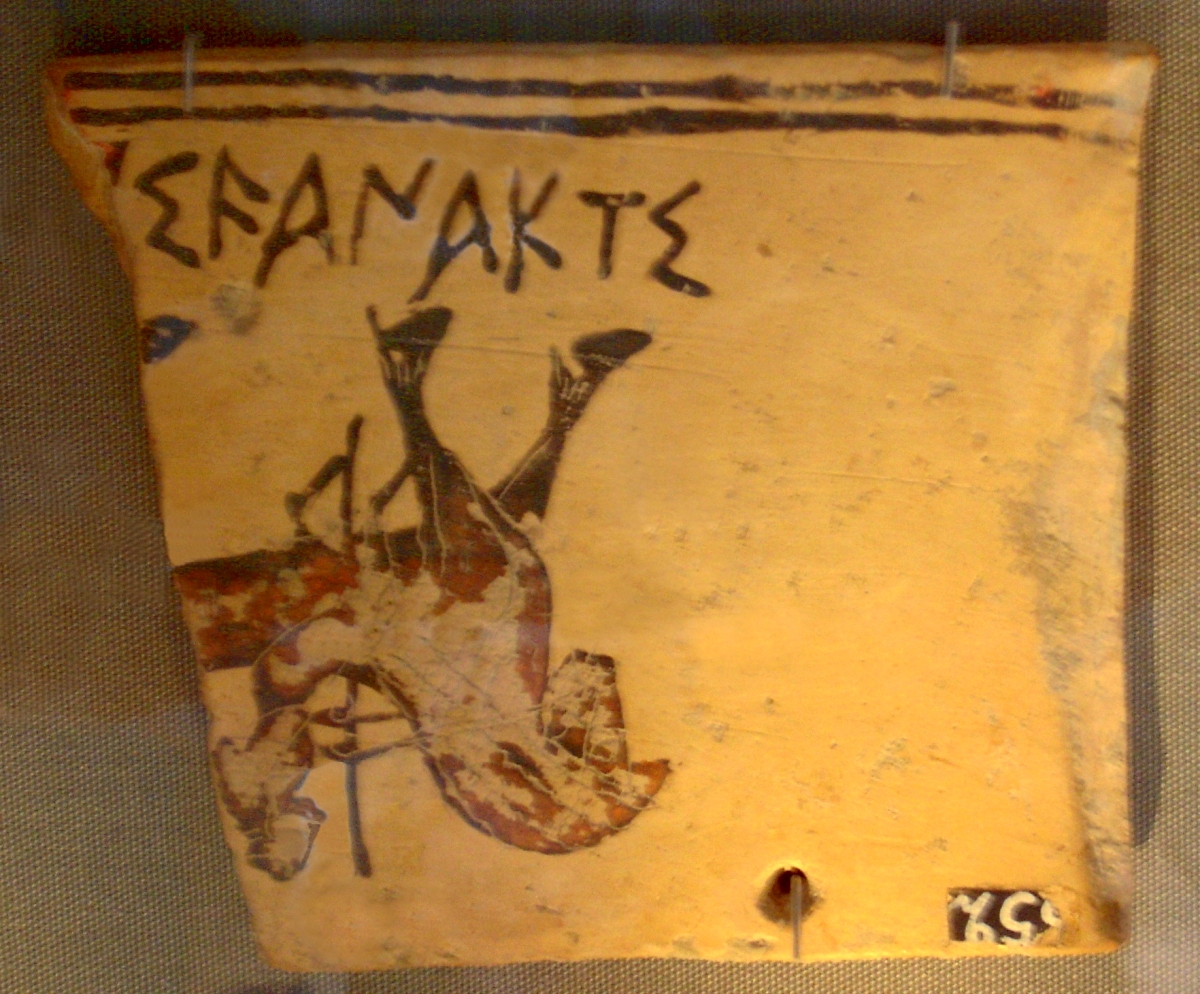
De archaïsche insriptie [...]Ι ϜΑΝΑΚΤΙ ([poteidan]i wanakti) op dit keramiekfragment komt overeen met ἄνακτι (ánakti, „vorst“) in het klassiek Grieks.

Wanneer de Griekse volkeren in de 8e eeuw v.Chr. het Fenicisch alfabet overnemen om hun eigen alfabetten te creëren (er waren in feite talrijke varianten van het Griekse alfabet alvorens de Ionische variant van Milete in 403 v.Chr. zou worden ingevoerd te Athene en zo de rest van de Griekse wereld zou veroveren), gebruiken ze de letter  wāw (of wāu) om de Indo-Europese medeklinker /w/ weer te geven. Dit foneem blijkt echter weinig gebruikt te zijn geweest in het Grieks, daar geen enkel dialect het heeft bewaard en, vooral, daar het niet werd bewaard in het dominante dialect ─ het Attisch-Ionisch ─ waaruit, veel later, het koinè zich ontwikkelde, waaruit op haar beurt het modern Grieks zou ontstaan. Terwijl het in het Myceens, in de Griekse dialecten van Laconië, Beotië en Cyprus en in andere regio’s werd gebruikt, werd het niet gebruikt (of verdween het al snel) in het Ionisch, Attisch, en Oost-Dorisch. De min of meer geleidelijke verdwijning van dit foneem in de Griekse taal heeft dus het bestaan van een teken om het te noteren van vaak korte duur gemaakt.
Het teken voor de wāw kon onderling verschillen tussen de verschillende alfabetten die behoefte hadden om het foneem /w/ weer te geven, hoewel men het nu onder een gestandaardiseerde vorm voorstelt die zeer erg lijkt op onze F, of Ϝ (die men als kleine letter als ϝ voorstelt; denk eraan dat de kleine letters nog lang na de hoofdletters zijn blijven voortbestaan en dat het bestaan van zo’n kleine letter ─ ons niet bekend uit de antieke inscripties ─ een typografische kunstgreep is). Andere vormen zijn geattesteerd, maar zelden in moderne uitgaven van Griekse teksten gebruikt, waaronder een teken dat gelijkt op een [ (vooral gebruikt in Beotië). In de Levantijnse alfabetische volgorde, die werd gebruikt door de Grieken, nam de letter, ϝαῦ waũ genoemd (aldus Varro), de zesde plaats in in het alfabet en had hierdoor de numerieke waarde 6 (wat ervoor heeft gezorgd dat het niet volledig uit het alfabet was verdwenen). Het is pas later dat men het door de beschrijvende aanduiding van δίγαμμα/dígamma, verwijzend naar de vorm Ϝ, gelijkend op twee op elkaar gestapelde hoofdletters gamma (ΓΓ).
Dezelfde fenicische letter  heeft eveneens gediend om het klinkerfoneem /u/ (boek) weer te geven, vervolgens gebruikt voor de /y/ (duur) in het Ionisch-Attisch, verschillende varianten van de eerste overnemen, waaronder de ypsilon (Y) (die werd duurzaam gemaakt) en V (die niet lang is blijven bestaan in het Ionische standaardalfabet maar via het Etruskisch alfabet aan de Romeinen is doorgegeven). In feite is de Griekse digamma slechts de medeklinkervariant van de Fenicische wāw, een letter die eveneens als klinkerversie de Υ had.

## Verdwijnen van de letter
Desalniettemin geraakte, na de overname door Athene van het Ionisch alfabet – een alfabet dat omwille van de intellectuele, militaire en financiële uitstraling van Athene, de facto het alfabet van heel Griekenland werd – de digamma al snel in meer of minder mate in onbruik (afhankelijk van de streek; de 2e eeuw vormt een uiterste einddatum) : in het Ionisch (en dus in Ionisch-Attisch) was het foneem /w/ immers overal in woorden klankloos geworden, wat natuurlijk tot gevolg had dat een teken om het weer te geven overbodig werd. Aldus vindt men niets terug van de digamma in het huidige alfabet, evenmin als in het modern Grieks, dat voornamelijk gebaseerd is op het koinè-Grieks (voor het gebruik als numeriek teken, cf. infra).

## Digamma als cijfer
Hoewel de digamma als medeklinker in 2e eeuw definitief is verdwenen, heeft zijn rol als Grieks cijfer (met de waarde 6) in het alfabetische cijferstelsel van Milete ervoor gezorgd dat hij nog eeuwen voortleefde.

## De digamma in Unicode
De letter digamma wordt in Unicode op de volgende wijze weergegeven:
- hoofdletter Ϝ (U+03DC):
  - UTF-8 : 0xCF 0x9C;
  - UTF-8, octale weergave: \317\234;
  - decimaal-numerieke eenheid HTML: &#988;;
- kleine letter ϝ (U+03DD):
  - UTF-8 : 0xCF 0x9D ;
  - UTF-8, octale weergave: \317\235;
  - decimaal-numerieke eenheid HTML: &#989;.

Het getal van de digamma versmolten met de stigma wordt op dezelfde manier als deze ligatuur gecodeerd.

## Voetnoot
1. ↑  Inscriptiones Graecae IV 220
2. ↑  Zie J. Nuchelmans, art. alfabet, in Woordenboek der Oudheid I (1965), kol. 123-124.